# Międzynarodowe Prezentacje Multimedialne „Ambient Festival”
Międzynarodowe Prezentacje Multimedialne „Ambient Festival” – doroczny festiwal muzyczny, odbywający od 1999 roku w Gorlickim Centrum Kultury w Gorlicach, w Polsce. Organizatorem festiwalu jest Wydział Oświaty, Kultury i Sportu Urzędu Miejskiego w Gorlicach oraz miejskie centrum kultury. Dyrektorem artystycznym wydarzenia jest Tadeusz Łuczejko.

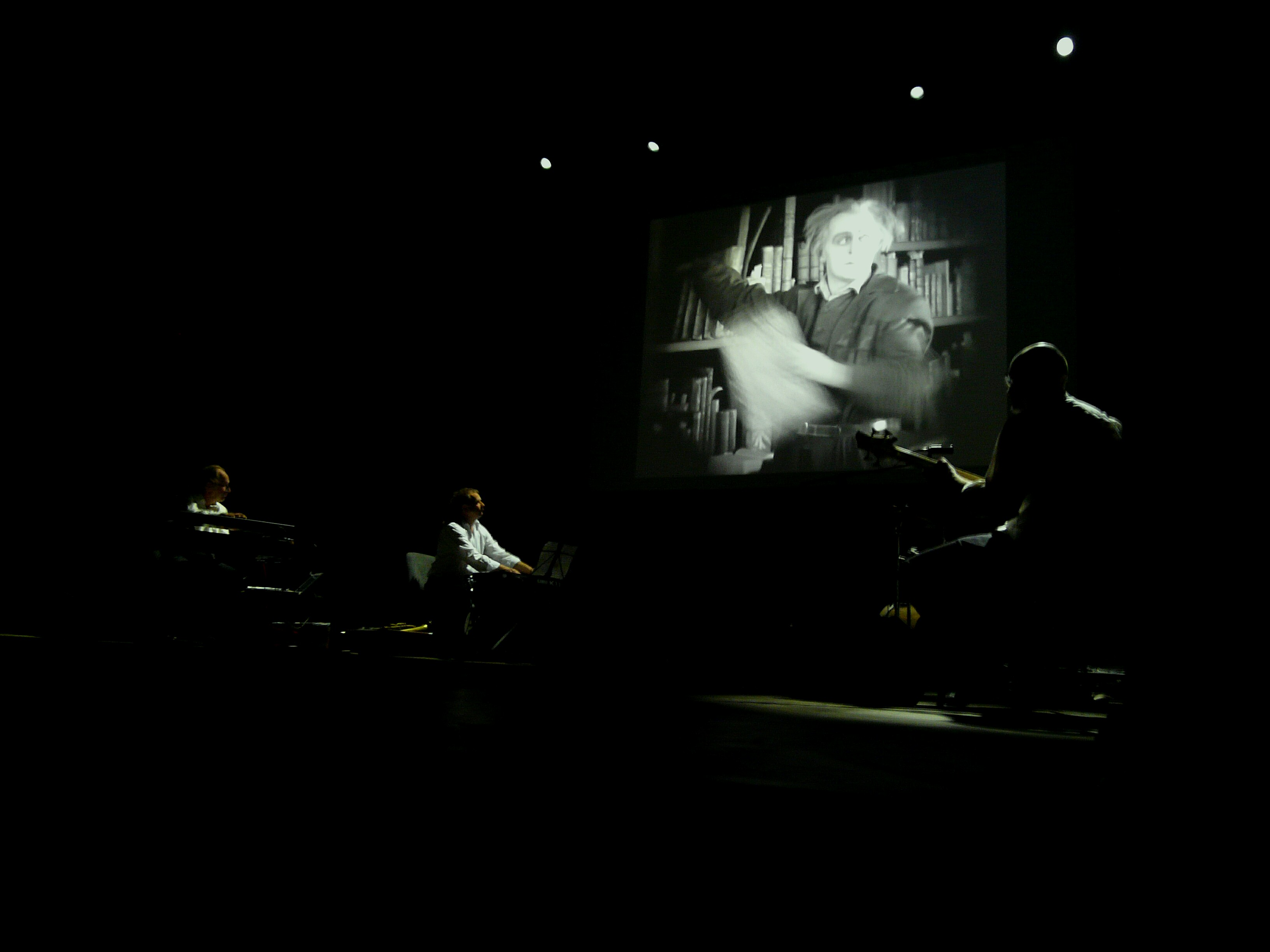
Czerwie na scenie Ambient Festival w 2020r.

Ideą imprezy jest przedstawienie szerszej publiczności tego, co dzieje się we współczesnej ambientowej muzyce elektronicznej. Wykonawcy biorący udział w wydarzeniu prezentują różne odmiany muzyki elektronicznej od ambient i dark ambient, chillout, minimal po neoindustrial oraz różną stylistykę wizualną w ramach możliwości, jakie niesie ze sobą sztuka wideo – koncertom często towarzyszą wizualizacje przygotowane przez artystów. Konferansjerami na festiwalach byli:  w latach 1999–2015 Jerzy Kordowicz dziennikarz radiowy, od roku 2015,   Remigiusz Kadelski dziennikarz znany z TVP Kultura.
W 2005 roku wydawnictwo Requiem Records wydało płytę „Banabila – Monoscope – Live-Mix” – dwupłytowy album: CD zawiera utwory holenderskiego muzyka Banabilli z koncertu na festiwalu MPM Ambient w Gorlicach z 2004 r. Utwory na płytach zostały poddane obróbce i zmixowane, płyta DVD – z wizualizacjami zrealizowane przez polskiego twórcę  "Monoscape" z muzyką „Banabili”.
Koncert z festiwalu w 2004 roku opublikował polsko-cypryjski projekt muzyczny Brunette Models.
XV edycja festiwalu w 2013 roku miała charakter jubileuszowy. Na zakończeniu festiwalu wystąpił – niemiecki gitarzysta rockowy Manuel Göttsching, który był pionierem rockowej odmiany muzyki elektronicznej. Podczas koncertu muzyk zagrał utwory: „Trunky Groove”, „Shuttle”, „Cock”, „Dream”, „Sunrain”, „Deep Distance” (nowa wersja) oraz dla bisującej publiczności wyjątkowo poza programem festiwalu „Oyster Blues” oraz „Midnight on Mars”. Z okazji XV edycji festiwalu wydany został dwupłytowy album CD XV Edition MPM Ambient Festiwal Gorlice zawierający 20 utworów wybranych wykonawców z poprzednich edycji festiwalu; wydawcą była firma Requiem Records.

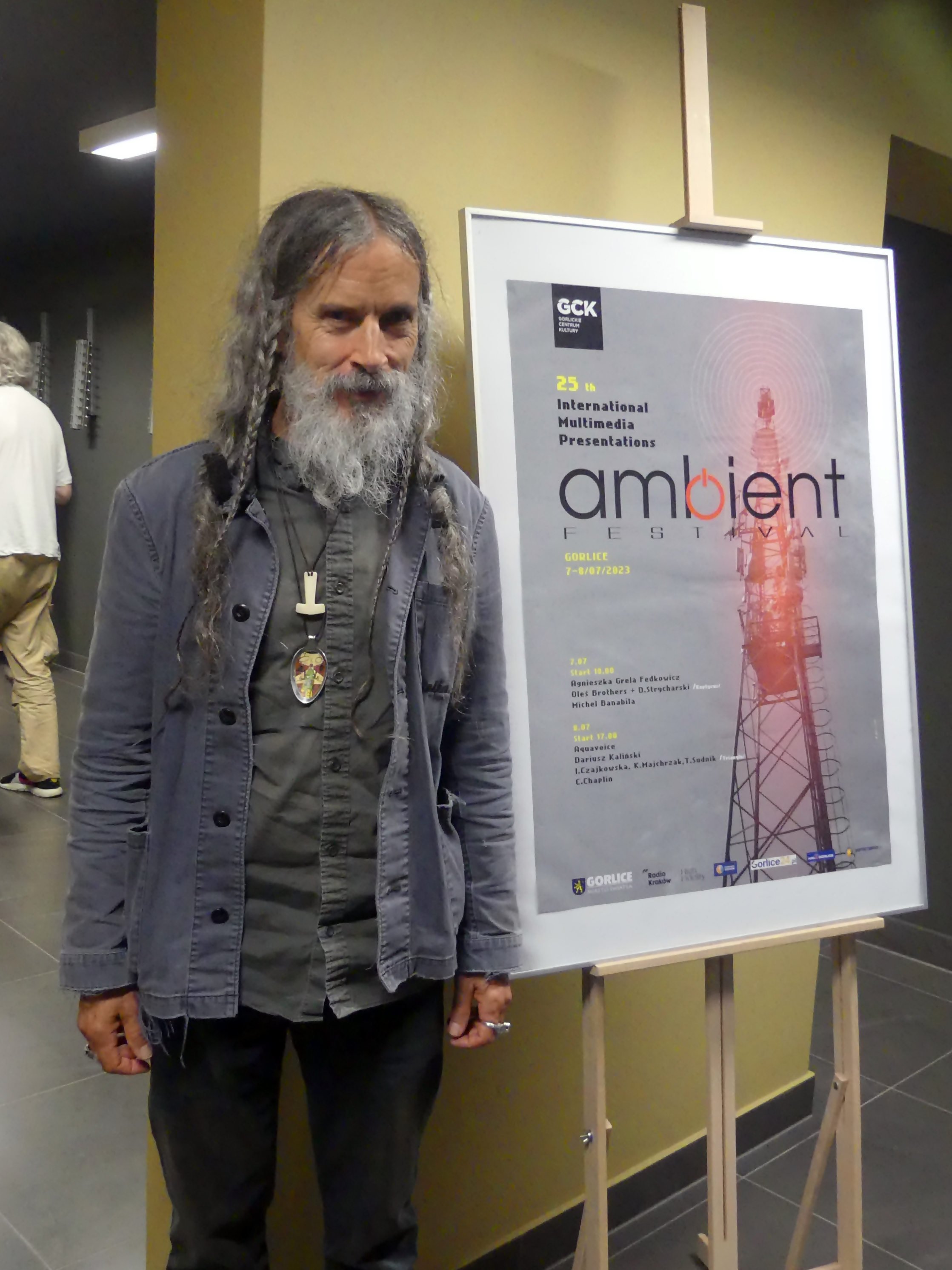
Christopher Chaplin – kompozytor, muzyk, 25 edycja Ambient Festival w 2023 roku

## Wykonawcy
2001
Informacje oparte na materiale źródłowym: 
- Jerzy  Gruszczyński „Juras” – syntezatory, Kinga Gruszczyńska – skrzypce
- Tomasz Kubiak i Dariusz Kaliński – duet artystów „KiK”
- Aquavoice- Tadeusz Łuczejko
- Detlef Keller i Mario Schönwälder, niemiecki duet muzyczny

2002
Informacje oparte na materiale źródłowym: 
- Konrad Kucz – instrumentalista, kompozytor (muzyka elektroniczna)
- Artur Lasoń – twórca muzyki elektronicznej o zróżnicowanym charakterze
- Bookovsky – polski twórca muzyki elektronicznej
- Remote Spaces – formacja muzyczna założona przez Krzysztofa Horna i Konrada Jakszewskiego
- Klandenstein – projekt Piotra Grzesika (ambient, psychodeliczno-transowa)
- PALSECAM
- Job Karma – duet muzyków, Maciej Frett i Aureliusz Pisarzewski
- Martin Vasko&Pavol Pilip – duet słowacki (Pavol Pilip-muzyk, kompozytor)

2003
Informacje oparte na materiale źródłowym: 
- Marcin Bociński – muzyk, realizator dźwięku, producent muzyczny, członek grupy Nemezis
- Daniel Bloom – polski kompozytor, muzyk, producent muzyczny.
- Colin Bradley  – brytyjski gitarzysta znany jako „Dual”
- Kouhei Matsunaga – japoński muzyk
- Aqavoice – Tadeusz Łuczejko
- Angelicus&Cynernail

2004
Informacje oparte na materiale źródłowym: 
- Piotr Krzyżanowski- polski artysta eksperymentalnej muzyki elektronicznej, znany jako Brunette Models
- Tomasz Kubiak
- Dariusz Kaliński- kompozytor, aranżer,
- Władysław Komendarek –  polski muzyk, kompozytor muzyki elektronicznej
- Andrey Kiritchenko – ukraiński muzyk
- Hybryds – Sandy Viktor Nys, belgijski artysta, ilustrator, muzyk (styl electro/industial)

2005
Informacje oparte na materiale źródłowym: 
- Konrad Kucz
- Jerzy „Juras” Gruszczyński – syntezatory, Kinga Gruszczyńska, skrzypce
- Aquavoice- Tadeusz Łuczejko
- Banabila – holenderski klawiszowiec, grający w holenderskich formacjach „Chi”, „Teverud”, „EMW”, „Byzantium”, „Bahia el Idrissi Band”[8],
- Polaris – Jakub Kmieć, polski muzyk (muzyka ambient i eksperymentalna)
- „Rumours About Angels” – zespół muzyczno-plastyczny (performance z Gdańska)

2006
Informacje oparte na materiale źródłowym: 
- Projekt Magiczne Karpaty – projekt artystów Anny Nacher i Marka Styczyńskiego (muzyka hybrydowa)
- Konrad Kucz
- Maciej Staniecki – polski kompozytor, producent muzyczny
- Bartosz Hervy – muzyk, DJ, producent muzyczny
- Klandestein – polski zespół muzyczny (ambient / muzyka psychodeliczno-transowa)
- 1605 Munro – projekt Argentyńczyka Andrésa G. Jankowskiego (muzyka elektroniczna, performance)
- Hybryds – belgijski duet Sandy Nijs i Herman Klapholz (muzyka eksperymentalna, dark ambient)

2007
Informacje oparte na materiale źródłowym: 
- Spika – Michał Jeziorski (pochodzenie: Gdynia; ambient)
- Wojciech Konikiewicz – polski kompozytor, pianista
- Aqavoice – Tadeusz Łuczejko
- Nemezis – muzycy: Łukasz Pawlak, Konrad Kuc, Marcin Bociński, Maciej Staniecki
- Job Karma – duet (pochodzenie: Wrocław; ambient/industrial)
- Tábor Radosti – czeski zespół (dark ambient)

2008
Informacje oparte na materiale źródłowym: 
- Nemezis&Paweł Mykietyn – Nemezis, zespół muzyczny (industrial)
- Hati – Rafał Iwański, Dariusz Wojtas (grupa muzyczna bazująca na brzmieniu instrumentów akustycznych – etnicznych i przedmiotów z recyklingu)
- Bobby Bird – instrumentalista angielskiego zespołu Higher Intelligence Agency (po raz pierwszy w Polsce)
- Voice Electronic Duo – projekt artystów Zofi Esden  i Marcina Dymitera (muzyka eksperymentalna)
- Lady  AARP – Katarzyna Kolbowska, Sebastian Witkowski (ambient dub)

2009
Informacje oparte na materiale źródłowym: 
- Aquavoice – Tadeusz Łuczejko
- Dariusz Kaliński – twórca spektakli audio-wizualnych w stylu ambient
- Banco de Gaia – vel Toby Marks, brytyjski artysta (techno/ambient)
- Nejmano Projekt – Maciej Nejman, polski muzyk, realizator dźwięku (ambient)
- Scamall – projekt Jakuba Kmiecia, twórca dźwięków i eksperymentów brzmieniowych

2010
Informacje oparte na materiale źródłowym: 
- Maciej Szymczuk – muzyk znany ze wspólnych projektów Aabzu i Another One
- Łukasz Szałankiewicz (Zenial) – sound artist (Aabzu z Maciejem Szymczukiem)
- Maciej Wojcieszkiewicz, pseudonim artystyczny Stendek
- Bionulor – Sebastian Banaszczyk, twórca muzyki w stylu ambientu, eksperymentalnej elektroakustyki i noise’u
- Jerzy Gruszczyński (Juras)– muzyk, kompozytor
- Geir Jenssen, pseudonim artystyczny Biosphere – norweski muzyk

2011
Informacje oparte na materiale źródłowym: 
- Krzysztof Horn – polski twórca muzyki elektronicznej wykorzystujący etniczne instrumenty
- Dariusz Makaruk – polski muzyk, producent muzyczny
- Wolfram Spyra – niemiecki kompozytor
- Roksana Wikaluk – ukraińska wokalistka i instrumentalistka
- Aquavoice – Tadeusz Łuczejko
- Maciej Szymczuk
- Robin Guthrie – brytyjski muzyk

2012
Informacje oparte na materiale źródłowym: 
- Ilona Dobiszewska (XaNaDu) – polska artystka grająca muzykę elektroniczną
- Agressiva 69 – polski zespół (rock industrialny)
- Harald Grosskopf, Axel Heilhecker – wspólny koncert muzyków niemieckich
- Voices of the Cosmos – wspólny projekt Rafała Iwańskiego „X-Navi:et” i Wojciecha Zięby „Electric Uranus”
- Michał Jacaszek „Jacaszek”- polski artysta dźwiękowy, producent muzyczny
- Christian Fennesz – austriacki twórca muzyki elektronicznej

2013
Informacje oparte na materiale źródłowym: 
- Digital  Simply World
- Michel Huygen – hiszpański muzyk, założyciel grupy Neuronium (muzyka elektroniczna)
- Aquavoice – Tadeusz Łuczejko
- Robin Storey „Rapoon” – brytyjski artysta muzyczny, były członek Zoviet France
- Manuel Göttsching

2014
Informacje oparte na materiale źródłowym: 
- Richard Pinhas – francuski muzyk rockowy, klawiszowiec
- Andrew Lagowski – brytyjski twórca muzyki elektronicznej, programista
- Michel Banabila – holenderski muzyk, kompozytor i producent
- Dariusz Makaruk – muzyk, producent, programista, animator kultury, wykonawca live electronics
- Kapital – duet, który współtworzy Rafał Iwański (współzałożyciel grupy Hati)
- Maciej Januszek „Muzyka Sfer” – muzyk, kompozytor
- AB Intra - projekt  Radosława Kamińskiego (ambient, drone)

2015
Informacje oparte na materiale źródłowym: 
- Grzegorz Bojanek (znany jako Eta Carinae)
- Alex Leonard (znany jako Ebauche) – irlandzki producent muzyki elektronicznej
- Harald Grosskopf – niemiecki muzyk
- Maciek Szymczuk
- Aquavoice – Tadeusz Łuczejko
- Pieter Nooten – holenderski kompozytor, wokalista, klawiszowiec

2016
Informacje oparte na materiale źródłowym: 
- Krzysztof Orluk  (znany jako: More/Plexigrass) – twórca muzyki ambient, eksperymentalnej, minimal, drone
- Steve Jolliffe – muzyk grający w zespole Tangerine Dream
- Bisclaveret – gdański duet: Radosław Murawski, Maciej Mehringa
- Bad Sector – włoski muzyk (ambient/industrial)
- Hans-Joachim Roedelius – niemiecki muzyk (muzyka elektroniczna, eksperymentalna, ambient)

2017
Informacje oparte na materiale źródłowym: 
- Accomplice Affair – duet: Przemysław Rychlik, Dawid Chrapla
- Backspace feat. M. A. Steczkowski – instrumentalista
- Eivind Aarset – norweski gitarzysta jazzowy (muzyka elektroniczna)
- Tomasz Mreńca  – muzyk, kompozytor, multiinstrumentalista
- Katarzyna Borek – polska pianistka (muzyka klasyczna / muzyka elektroniczna)
- Gunter Schlienz – muzyk, konstruktor syntezatorów (niemiecki eksperymentalny underground)

2018
Informacje oparte na materiale źródłowym: 
- Aqavoice – Tadeusz Łuczejko
- Dariusz Kaliński – kompozytor, aranżer, artysta audio-wizualny, tworzy dla telewizji, kina, baletu, filharmonii
- Alex Paterson – założyciel i członek brytyjskiego zespołu muzycznego The Orb
- Neverending Delays – gdański duet: Michał Miegoń,  Piotr Pawłowski
- Tadeusz Sudnik – reżyser dźwięku, performer, kompozytor, pracował w Studiu Eksperymentalnym Polskiego Radia
- Józef Skrzek – polski muzyk, współzałożyciel zespołu rockowego SBB
- Qluster – niemiecka grupa krautrockowa, wystąpiła w składzie Hans-Joachim Roedelius, Onnen Bock, Armin Metz

2019
Informacje oparte na materiale źródłowym: 
- Maciej Staniecki – kompozytor, producent muzyczny i realizator dźwięku
- ZENIAL – Łukasz Szałankiewicz, wykonawca muzyki elektronicznej, artysta dźwiękowy
- Jachna&Chojnacki – duet muzyków, Wojciech Jachna, trębacz i Zbigniew Chojnacki, akordeonista
- Wojciech Szczepanik - polski kompozytor, pianista i producent neoklasyczny
- Karałow&Przeździecki – duet artystów Andrzej Karałow, pianista, kompozytor i Jerzy  Przeździecki, performer i sound designer
- Fedkowicz Duo – duet muzyczny: Agnieszka Grela-Fedkowicz: harfa,elektronika i Wojciech Fedkowicz: perkusja, instrumenty elektroniczne
- Pieter Nooten – holenderski muzyk i kompozytor

2020
Informacje oparte na materiale źródłowym: 
- Joanna Duda – pianistka, kompozytorka muzyki współczesnej, jazzowej i eksperymentalnej
- AN On Bast – Anna Suda kompozytorka i producentka muzyki klubowej i elektronicznej, autorka muzyki filmowej i teatralnej
- David Kollar – słowacki kompozytor muzyki filmowej i scenicznej, gitarzysta gra muzykę eksperymentalną z elementami wielu gatunków muzyki
- Jerzy Gruszyński (Juras) – muzyk, kompozytor
- Czerwie – grupa muzyczna w składzie: Wojciech Zborowski, Maciej Kudłasik, Paweł Zawarus, Piotr Boginią, zespół tworzy także muzykę teatralną, filmową,
- Trio muzyczne, India Czajkowska  –  pianistka, wokalistka, kompozytorka, Katarzyna Karpowicz  – koto – tradycyjny japoński instrument muzyczny,

Tadeusz Sudnik  – muzyk, kompozytor, improwizator, performer, reżyser dźwięku
2021
- Grzegorz Bojanek – muzyk, artysta dźwiękowy, współzałożyciel „ChoP” (polsko-chiński projekt artystów dźwiękowych oraz wizualnych)
- Piotr Michałowski (znany jako: Nmls) – muzyk, producent muzyczny
- Bionulor – projekt muzyczny Sebastiana Banaszczyka
- Wojciech Jachna / Maciej Staniecki
- Oskar Cenkier – polski pianista, kompozytor
- Tomasz Mreńca
- Aquavoice
- Mikołaj Trzaska – polski muzyk, kompozytor muzyki filmowej

2022
Informacje oparte na materiale źródłowym: 
- Karałow/Przeżdziecki – duet muzyków
- Janusz Grzywacz&Krzysztof Piasecki – duet muzyków,
- Rongwrong – duet artystów: Maciej Piaseczyński i François Champignon
- Paweł Pruski (Minoo) – producent muzyczny tworzący na pograniczu ambientu oraz dronu
- Voice of the Cosmos – wspólny projekt Rafała Iwańskiego „X-Navi:et” i Wojciecha Zięby „Electric Uranus”
- David Kollar/Tomas Mutina – duet muzyków, Tomas Mutina (THXM) – kompozytor eksperymentalny,

2023
Informacje oparte na materiale źródłowym: 
- Agnieszka Grela Fedkowicz – artystka grająca na harfie w różnych stylach muzycznych: muzyki klasycznej oraz odmianach muzyki: jazzowej  a także elektronicznej
- Oleś Brothers & Dominik Strycharski – Bartłomiej Oleś, instrumenty perkusyjne oraz Marcin Oleś & Dominik Strycharski – flety, elektronika
- Michel Banabila – holenderski muzyk, kompozytor i producent
- Aquavoice – Tadeusz Łuczejko
- „Triangle” – trio muzyczne: India Czajkowska, Krzysztof Majchrzak, Tadeusz Sudnik
- Christopher Chaplin - urodzony w Szwajcarii, angielski kompozytor, aktor, najmłodszy syn aktora Charliego Chaplina